# Mistrzostwa Świata w Kolarstwie Szosowym 1973
46. Mistrzostwa świata w kolarstwie szosowym – zawody kolarskie, które odbyły się  w dniach 29 sierpnia – 2 września 1973 w hiszpańskim mieście Barcelona. Były to drugie zorganizowane w tym kraju mistrzostwa świata w kolarstwie szosowym (poprzednio w 1965). Nikomu nie udało się obronić tytułu mistrza świata. Wśród multimedalistów najlepszym okazał się Ryszard Szurkowski, który zdobył dwa złote medale.   
Polacy w mistrzostwach zdobyli trzy medale: dwa złote, które zdobyli – Ryszard Szurkowski w wyścigu ze startu wspólnego amatorów i polski zespół w jeździe drużynowej na czas amatorów oraz jeden srebrny, który zdobył Stanisław Szozda w wyścigu ze startu wspólnego amatorów. Dwa medale zdobyte w wyścigu ze startu wspólnego amatorów to pierwsze medale dla Polski w tej konkurencji.

## Kalendarium zawodów
| Kalendarz MŚ w Kolarstwie Szosowym 1973 |       |       |       |      |      |
| Konkurencja (dystans)                   | Data  | Data  | Data  | Data | Data |
| Konkurencja (dystans)                   | 29.08 | 30.08 | 31.08 | 1.09 | 2.09 |
| Mężczyźni                               |       |       |       |      |      |
| Elita                                   |       |       |       |      |      |
| Wyścig ze startu wspólnego (248,67 km)  |       |       |       |      |      |
| Amatorzy                                |       |       |       |      |      |
| Wyścig ze startu wspólnego (162 km)     |       |       |       |      |      |
| Jazda drużynowa na czas (96 km)         |       |       |       |      |      |
| Kobiety                                 |       |       |       |      |      |
| Wyścig ze startu wspólnego (55,125 km)  |       |       |       |      |      |

## Reprezentacja Polski

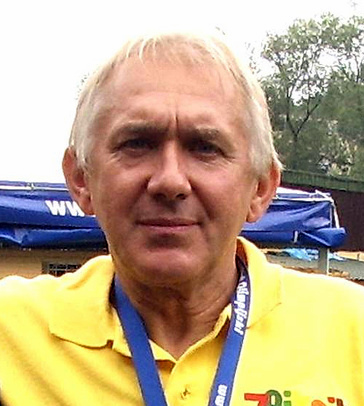
Złoty medalista w jeździe drużynowej na czas amatorów – Tadeusz Mytnik

Do mistrzostw świata Polski Związek Kolarski zgłosił 7 zawodników w dwóch konkurencjach amatorów. 
| Reprezentacja Polski na MŚ w Kolarstwie Szosowym 1973 |                    |                                             |
| Lp.                                                   | Zawodnik           | Konkurencja                                 |
| Mężczyźni                                             |                    |                                             |
| 1.                                                    | Zygmunt Hanusik    | start wspólny amatorów                      |
| 2.                                                    | Janusz Kowalski    | start wspólny amatorów                      |
| 3.                                                    | Lucjan Lis         | druż. jazda na czas                         |
| 4.                                                    | Wojciech Matusiak  | start wspólny amatorów                      |
| 5.                                                    | Tadeusz Mytnik     | druż. jazda na czas, start wspólny amatorów |
| 6.                                                    | Stanisław Szozda   | druż. jazda na czas, start wspólny amatorów |
| 7.                                                    | Ryszard Szurkowski | druż. jazda na czas, start wspólny amatorów |

## Medaliści
| Konkurencja dystans – (data) (liczba startujących)                           | Złoto:                                                               | Czas (prędkość)       | Srebro:                                                                | Czas   | Brąz:                                                                  | Czas   |
| Mężczyźni                                                                    |                                                                      |                       |                                                                        |        |                                                                        |        |
| Elita                                                                        |                                                                      |                       |                                                                        |        |                                                                        |        |
| Wyścig ze startu wspólnego 248,67 km – (2 września) (87 zaw. z 15 rep.)      | Felice Gimondi                                                       | 6:31:26 (38,117 km/h) | Freddy Maertens                                                        | + 0:00 | Luis Ocaña                                                             | + 0:00 |
| Amatorzy                                                                     |                                                                      |                       |                                                                        |        |                                                                        |        |
| Wyścig ze startu wspólnego 162 km – (1 września) (161 zaw. z 31 rep.)        | Ryszard Szurkowski                                                   | 4:08:59 (39,038 km/h) | Stanisław Szozda                                                       | + 0:31 | Bernard Bourreau                                                       | + 0:31 |
| Jazda drużynowa na czas 96 km – (29 sierpnia) (23 druż. – 92 zaw. z 23 rep.) | Polska Lucjan Lis Tadeusz Mytnik Stanisław Szozda Ryszard Szurkowski | 2:03:29 (46,646 km/h) | ZSRR Giennadij Komnatow Siergiej Sinicyn Borys Szuchow Jurij Michajłow | + 1:42 | Szwecja Tord Filipsson Lennart Fagerlund Leif Hansson Sven-Åke Nilsson | + 3:12 |
| Kobiety                                                                      |                                                                      |                       |                                                                        |        |                                                                        |        |
| Wyścig ze startu wspólnego 55,125 km – (1 września) (43 zaw. z 11 rep.)      | Nicole Van Den Broeck                                                | 1:31:08 (36,292 km/h) | Keetie van Oosten-Hage                                                 | + 0:00 | Walentina Rebrowska                                                    | + 0:00 |

## Szczegóły
| Miejsce | Zawodnik            | Narodowość | Czas    |
| złoto   | Felice Gimondi      | Włochy     | 6:31:26 |
| srebro  | Freddy Maertens     | Belgia     | + 0:00  |
| brąz    | Luis Ocaña          | Hiszpania  | + 0:00  |
| 4       | Eddy Merckx         | Belgia     | + 0:00  |
| 5       | Joop Zoetemelk      | Holandia   | + 1:46  |
| 6       | Pedro Torres        | Hiszpania  | + 1:46  |
| 7       | Gerard Vianen       | Holandia   | + 1:46  |
| 8       | Herman Van Springel | Belgia     | + 1:46  |
| 9       | Roberto Poggiali    | Włochy     | + 1:46  |
| 10      | Régis Ovion         | Francja    | + 1:46  |

| Miejsce | Zawodnik             | Narodowość | Czas    |
| złoto   | Ryszard Szurkowski   | Polska     | 4:08:59 |
| srebro  | Stanisław Szozda     | Polska     | + 0:31  |
| brąz    | Bernard Bourreau     | Francja    | + 0:31  |
| 4       | Verner Blaudzun      | Dania      | + 0:31  |
| 5       | Wojciech Matusiak    | Polska     | + 2:59  |
| 6       | Harry Hannus         | Finlandia  | + 2:59  |
| 7       | Gaetano Barronchelli | Włochy     | + 2:59  |
| 8       | Algis Oleknavicius   | RFN        | + 3:26  |
| 9       | Jørgen Emil Hansen   | Dania      | + 3:26  |
| 10      | Willem Peeters       | Belgia     | + 4:08  |
|         |                      |            |         |
| 16      | Zygmunt Hanusik      | Polska     | + 4:08  |
| 45      | Janusz Kowalski      | Polska     | + 6:26  |

| Miejsce | Drużyna        | Zawodnicy                                                           | Czas    |
| złoto   | Polska         | Tadeusz Mytnik Lucjan Lis Stanisław Szozda Ryszard Szurkowski       | 2:03:29 |
| srebro  | ZSRR           | Giennadij Komnatow Siergiej Sinicyn Borys Szuchow Jurij Michajłow   | + 1:42  |
| brąz    | Szwecja        | Tord Filipsson Lennart Fagerlund Leif Hansson Sven-Åke Nilsson      | + 3:12  |
| 4       | Czechosłowacja | Vladimír Vondráček Vladimír Myšík Jiří Mainuš František Kondr       | + 4:29  |
| 5       | Holandia       | Gerrie Knetemann André Gevers Wim de Waal Fedor den Hertog          | + 4:38  |
| 6       | Norwegia       | Jan Erik Gustavsen Magne Orre Thorleif Andresen Knut Knudsen        | + 5:02  |
| 7       | Włochy         | Simone Fraccaro Gianfranco Foresti Alfio Monfredini Osvaldo Bettoni | + 5:09  |
| 8       | Dania          | Reno Olsen Jørn Lund Verner Blaudzun Ove Jensen                     | + 6:09  |
| 9       | Węgry          | Andreás Takács József Peterman Imre Géra Tibor Debreceni            | + 6:27  |
| 10      | Kolumbia       | Luis Díaz Édgar García Álvaro Pachón Miguel Samacá                  | + 6:31  |

| Miejsce | Zawodniczka            | Narodowość      | Czas    |
| złoto   | Nicole Van Den Broeck  | Belgia          | 1:31:08 |
| srebro  | Keetie van Oosten-Hage | Holandia        | + 0:00  |
| brąz    | Walentina Rebrowska    | ZSRR            | + 0:00  |
| 4       | Christiane Goeminne    | Belgia          | + 0:00  |
| 5       | Ludmiła Drużynina      | ZSRR            | + 0:00  |
| 6       | Ludmiła Markiełowa     | ZSRR            | + 0:00  |
| 7       | Mariette Laenen        | Belgia          | + 0:00  |
| 8       | Beryl Burton           | Wielka Brytania | + 0:00  |
| 9       | Réjane Cahard          | Francja         | + 0:00  |
| 10      | Maria Cressari         | Włochy          | + 0:00  |

## Tabela medalowa i multimedaliści
| Tabela medalowa |               |       |        |      |       |
| Miejsce         | Reprezentacja | Złoto | Srebro | Brąz | Razem |
| 1               | Polska        | 2     | 1      | 0    | 3     |
| 2               | Belgia        | 1     | 1      | 0    | 2     |
| 3               | Włochy        | 1     | 0      | 0    | 1     |
| 4               | ZSRR          | 0     | 1      | 1    | 2     |
| 5               | Holandia      | 0     | 1      | 0    | 1     |
| 6               | Francja       | 0     | 0      | 1    | 1     |
| 6               | Hiszpania     | 0     | 0      | 1    | 1     |
| 6               | Szwecja       | 0     | 0      | 1    | 1     |

| Multimedaliści |                        |       |        |      |       |
| Lp.            | Zawodnik / Zawodniczka | Złoto | Srebro | Brąz | Razem |
| 1.             | Ryszard Szurkowski     | 2     | 0      | 0    | 2     |
| 2.             | Stanisław Szozda       | 1     | 1      | 0    | 2     |